# Lutzomyia misionensis
Lutzomyia misionensis är en tvåvingeart som först beskrevs av Castro M. 1960.  Lutzomyia misionensis ingår i släktet Lutzomyia och familjen fjärilsmyggor. Inga underarter finns listade i Catalogue of Life.